# François Potel
François Potel (mort en 1613) est un carme flamand, d'expression française, artisan d'un retour à la stricte observance dans les Pays-Bas méridionaux.

## Biographie
François Potel est né au XVIe siècle, à une date indéterminée, vraisemblablement dans le Nord de la France actuelle. Entré chez les carmes à Arras, qui faisait alors partie des Pays-Bas espagnols, il décroche une licence en théologie et deviendra un temps le prieur de cette communauté arrageoise, où vivait Adrien du Hecquet. Au chapitre provincial, tenu à Gand en 1603, il est chargé par le prieur général Henri Sylvius, de promouvoir un retour des Flandres à la stricte observance carmélitaine, en prélude au mouvement connu plus tard sous le nom de Réforme de Touraine. Il s'appliquera à réaliser ce programme durant dix ans, jusqu'à son décès, survenu à Arras, le 18 septembre 1613.

## Postérité
L'œuvre de Potel sera menée à bien par Martin De Hooghe, lequel saura imposer la Réforme de Touraine, une dizaine d'années plus tard, sur les territoires de la Belgique, de la Hollande et de l'Allemagne. Par ailleurs, Potel a laissé un ouvrage historico-hagiographique sur le scapulaire de Notre-Dame du Mont-Carmel. Ce livre a dû connaître un certain succès, puisqu'il a été imprimé plusieurs fois en français, et traduit en flamand et en espagnol. Daniel de la Vierge-Marie signale également une version en latin.

### Œuvre
- De l'origine, de l'ancienneté, et du tiltre de l'Ordre et de la Confrèrie du Scapulaire de Notre Dame du Mont-Carmel, Arras, 1611; Valenciennes, 1625.

### Étude
- J.-N. Paquot, « François Potel », Mémoires pour servir l'histoire littéraire des dix-sept provinces des Pays-Bas, de la principauté de Liège, et de quelques contrées voisines, Louvain, Imprimerie Académique, t. III,‎ 1770, p. 25, col.2 (lire en ligne).